# United States Office of Personnel Management
Das United States Office of Personnel Management (OPM; deutsch Amt für Personalverwaltung der Vereinigten Staaten) ist eine der Unabhängigen Behörden der Vereinigten Staaten. Aufgabe des OPM ist die Verwaltung des Personalkörpers der Bundesbehörden.
Vorläufer war die United States Civil Service Commission, gegründet 1883. Mit dem Gesetz von 1978 zur Reform des Öffentlichen Dienstes entstand zum 1. Januar 1979 das OPM. 1996 wurde die Abteilung für Sicherheitsüberprüfungen ausgegliedert und als USIS privatisiert.
Das OPM ist u. a. zuständig für Berufungslisten im Verwaltungsrecht der USA.

## Kündigungsoffensive unter Trump II
Nach Beginn der zweiten Präsidentschaft Donald Trumps versandte die Behörde am 28. Januar 2025 an 2,3 Millionen Beschäftigte Emails mit dem Angebot, bei beschäftigtenseitiger Kündigung bis zum 6. Februar 2025 das Gehalt bis September 2025 weiter zu bezahlen. Wer das Angebot nicht annehme, habe keine Gewähr, dass seine Stelle erhalten bleibe. Zudem werde rechtswidriges oder „anderweitiges“ Fehlverhalten künftig vorrangig untersucht und könne zu einer Kündigung führen. Um das Angebot anzunehmen, sollten die Bundesbeamten einfach nur das Wort "resign" ("kündige") in die Betreffzeile ihrer Antwortmail eintippen. Ein Beschäftigter in der OPM, sagte AFP, das Ziel sei es, "Panik" zu säen und so Kündigungen auszulösen.
Mitarbeiter der Bereiche Post, Militär, Migration und nationale Sicherheit waren von dem Angebot ausgeschlossen. Hintergrund ist die beabsichtigte Verkleinerung des Staatsapparates. Ein Bundesrichter in Boston stoppte das Ultimatum und bezeichnete es als "willkürlich, unrechtmäßig, überstürzt". Er ordnete einen Stopp bis zu einer weiteren Entscheidung an.